# Kévin Vauquelin
Kévin Vauquelin (ur. 26 kwietnia 2001 w Bayeux) – francuski kolarz szosowy i torowy.

## Osiągnięcia

### Kolarstwo szosowe
Opracowano na podstawie:

2018
- 1. miejsce w mistrzostwach Francji juniorów (jazda indywidualna na czas)

2018
- 3. miejsce w mistrzostwach Francji juniorów (jazda indywidualna na czas)
- 1. miejsce w mistrzostwach Francji juniorów (start wspólny)

2020
- 1. miejsce w mistrzostwach Francji U23 (jazda indywidualna na czas)

2021
- 2. miejsce w L’Etoile d’Or
- 1. miejsce w mistrzostwach Francji U23 (jazda indywidualna na czas)

2022
- 1. miejsce w klasyfikacji młodzieżowej Baloise Belgium Tour
- 2. miejsce w Tour Poitou-Charentes en Nouvelle-Aquitaine
  - 1. miejsce w klasyfikacji młodzieżowej
- 2. miejsce w Tour de Luxembourg

2023
- 1. miejsce w Tour des Alpes-Maritimes et du Var
  - 1. miejsce w klasyfikacji młodzieżowej
  - 1. miejsce na 1. etapie
- 1. miejsce w Tour du Jura

### Kolarstwo torowe
Opracowano na podstawie:
2018
- 2. miejsce w mistrzostwach świata juniorów (wyścig drużynowy na dochodzenie)

2019
- 2. miejsce w mistrzostwach świata juniorów (wyścig drużynowy na dochodzenie)
- 3. miejsce w mistrzostwach świata juniorów (madison)
- 2. miejsce w mistrzostwach świata juniorów (wyścig punktowy)

## Rankingi

### Kolarstwo szosowe
| Rok             | 2020 | 2021 | 2022 | 2023 | 2024 |
| --------------- | ---- | ---- | ---- | ---- | ---- |
| World Ranking   | 847. | 563. | 104. | 149. | 79.  |
| UCI Europe Tour | 673. | 450. | 87.  | -    | 63.  |
|                 |      |      |      |      |      |
| Źródło: UCI     |      |      |      |      |      |